# Hervás
Hervás es un municipio español de la provincia de Cáceres, en Extremadura, cuya capital es la villa homónima. Con 4102 habitantes en 2017, es el centro administrativo y comercial de la mancomunidad del Valle del Ambroz y el municipio más poblado de dicha comarca natural. Disfruta de clima continental suave, con veranos cálidos e inviernos fríos.
El pueblo perteneció a la localidad salmantina de Béjar hasta 1816, cuando se le concedió el título de villa. Hasta 1833 no perteneció a la provincia de Cáceres. La villa es famosa por su judería.

## Toponimia
Existen dos teorías sobre el origen del topónimo de Hervás. Una de ellas señala que se debe a la abundancia de hierbas en el territorio. Otra teoría afirma que tiene su origen en la ermita de San Gervasio.
En España, hay 21 587 personas que se apellidan Hervás, 10 695 como primer apellido, 10 742 como segundo y 150 con ambos, siendo las provincias de Jaén y Ciudad Real donde existe una mayor concentración de este apellido. No obstante, no está clara la relación entre el apellido y el topónimo, ya que el apellido parece ser originario de Galicia y no aparece en la provincia de Cáceres hasta el siglo XVI.

## Símbolos
El escudo de Hervás tiene su origen en la Edad Media. Al principio solamente se componía del león rampante entre las dos medias lunas y el pino. En 1212, Alfonso VIII le concedió la cruz floreteada de oro por su participación en la batalla de las Navas de Tolosa. En 1227, Fernando III concedió al señor de Hervás la bordura de gules con las ocho aspas.
El escudo de Hervás se define así:

Escudo partido. 1º, de oro, león de gules, acompañado en lo alto y en la punta de dos crecientes de sinople. 2º, de azur, pino de plata superado de una cruz flotereada de oro. Bordura de gules, cargada de ocho aspas de oro.

## Geografía

Término municipal de Hervás en la provincia de Cáceres

Hervás está situado en el norte de la provincia de Cáceres, ubicado en la falda de la sierra de Béjar, en el valle del Ambroz. Se encuentra a 113 km de Cáceres y a 98 km de Salamanca.
El término municipal de Hervás limita con:
- Baños de Montemayor, La Garganta y Candelario al norte
- Aldeanueva del Camino y Gargantilla al suroeste
- Jerte y Cabezuela del Valle al sureste

### Hidrografía
El municipio de Hervás está bañado por el río Ambroz, junto con sus dos afluentes: Santihervás y Gallego. El Ambroz es afluente del río Alagón, que lo es a su vez del Tajo.

### Clima
Hervás posee un clima entre continental y mediterráneo de tipo Csa según la clasificación climática de Köppen.
| Parámetros climáticos promedio de Hervás en el periodo 1961-1998 | Parámetros climáticos promedio de Hervás en el periodo 1961-1998 | Parámetros climáticos promedio de Hervás en el periodo 1961-1998 | Parámetros climáticos promedio de Hervás en el periodo 1961-1998 | Parámetros climáticos promedio de Hervás en el periodo 1961-1998 | Parámetros climáticos promedio de Hervás en el periodo 1961-1998 | Parámetros climáticos promedio de Hervás en el periodo 1961-1998 | Parámetros climáticos promedio de Hervás en el periodo 1961-1998 | Parámetros climáticos promedio de Hervás en el periodo 1961-1998 | Parámetros climáticos promedio de Hervás en el periodo 1961-1998 | Parámetros climáticos promedio de Hervás en el periodo 1961-1998 | Parámetros climáticos promedio de Hervás en el periodo 1961-1998 | Parámetros climáticos promedio de Hervás en el periodo 1961-1998 | Parámetros climáticos promedio de Hervás en el periodo 1961-1998 |
| Mes | Ene.                                                             | Feb.                                                             | Mar.                                                             | Abr.                                                             | May.                                                             | Jun.                                                             | Jul.                                                             | Ago.                                                             | Sep.                                                             | Oct.                                                             | Nov.                                                             | Dic.                                                             | Anual                                                            |
| --- | ---------------------------------------------------------------- | ---------------------------------------------------------------- | ---------------------------------------------------------------- | ---------------------------------------------------------------- | ---------------------------------------------------------------- | ---------------------------------------------------------------- | ---------------------------------------------------------------- | ---------------------------------------------------------------- | ---------------------------------------------------------------- | ---------------------------------------------------------------- | ---------------------------------------------------------------- | ---------------------------------------------------------------- | ---------------------------------------------------------------- |
| Temp. media (°C) | 7.1                                                              | 8.2                                                              | 10.2                                                             | 12.3                                                             | 16.3                                                             | 21.3                                                             | 25.1                                                             | 23.6                                                             | 21.4                                                             | 15.8                                                             | 10.0                                                             | 7.8                                                              | 14.9                                                             |
| Precipitación total (mm) | 122.7                                                            | 130.5                                                            | 94.0                                                             | 86.8                                                             | 80.2                                                             | 49.0                                                             | 13.0                                                             | 12.0                                                             | 52.0                                                             | 93.4                                                             | 145.7                                                            | 125.4                                                            | 1004.7                                                           |
| Fuente: Ministerio de Agricultura, Alimentación y Medio Ambiente. Datos de precipitación para el periodo 1961-1990 y de temperatura para el periodo 1961-1998 en Hervás 22 de octubre de 2012 |                                                                  |                                                                  |                                                                  |                                                                  |                                                                  |                                                                  |                                                                  |                                                                  |                                                                  |                                                                  |                                                                  |                                                                  |                                                                  |

## Historia
El municipio de Hervás surge allá por el siglo XII de una ermita situada a la ribera del río Santihervás, del cual procede su nombre, edificada en su día por monjes templarios, los cuales ayudaron a repoblar zonas tras la conquista de los cristianos, creando asentamientos en los que edificaban ermitas bajo la advocación de mártires. Tras la expulsión de los mismos, a principios del siglo XIII, se construyó un castillo donde se fueron asentando diversas familias.

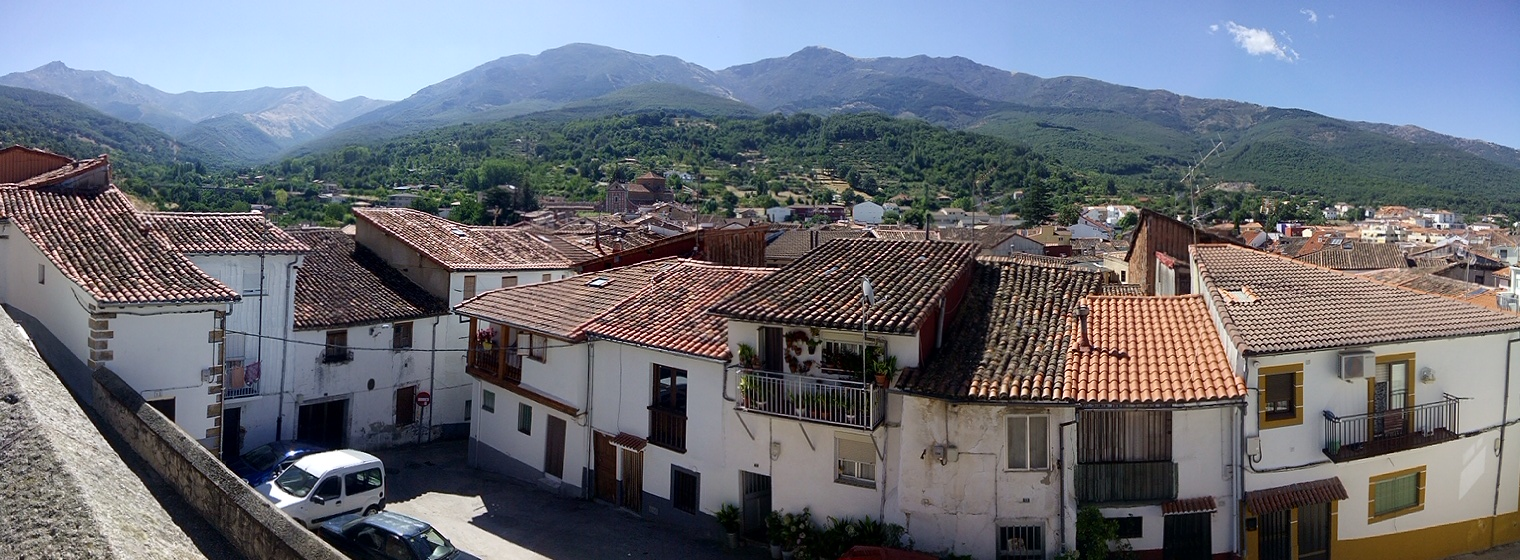
Panorámica de Hervás

En el siglo XV se estableció una importante comunidad hebrea junto al río Ambroz, fundándose con el patronazgo de San Gervasio y San Protasio, que darían nombre al pueblo. Si bien hay quien atribuye éste a la raíz latina de "hierba". Vestigios hebreos importantes que perduran como legado en el municipio, son los entramados de calles y edificios judíos que conforman, la ahora célebre Judería de Hervás.

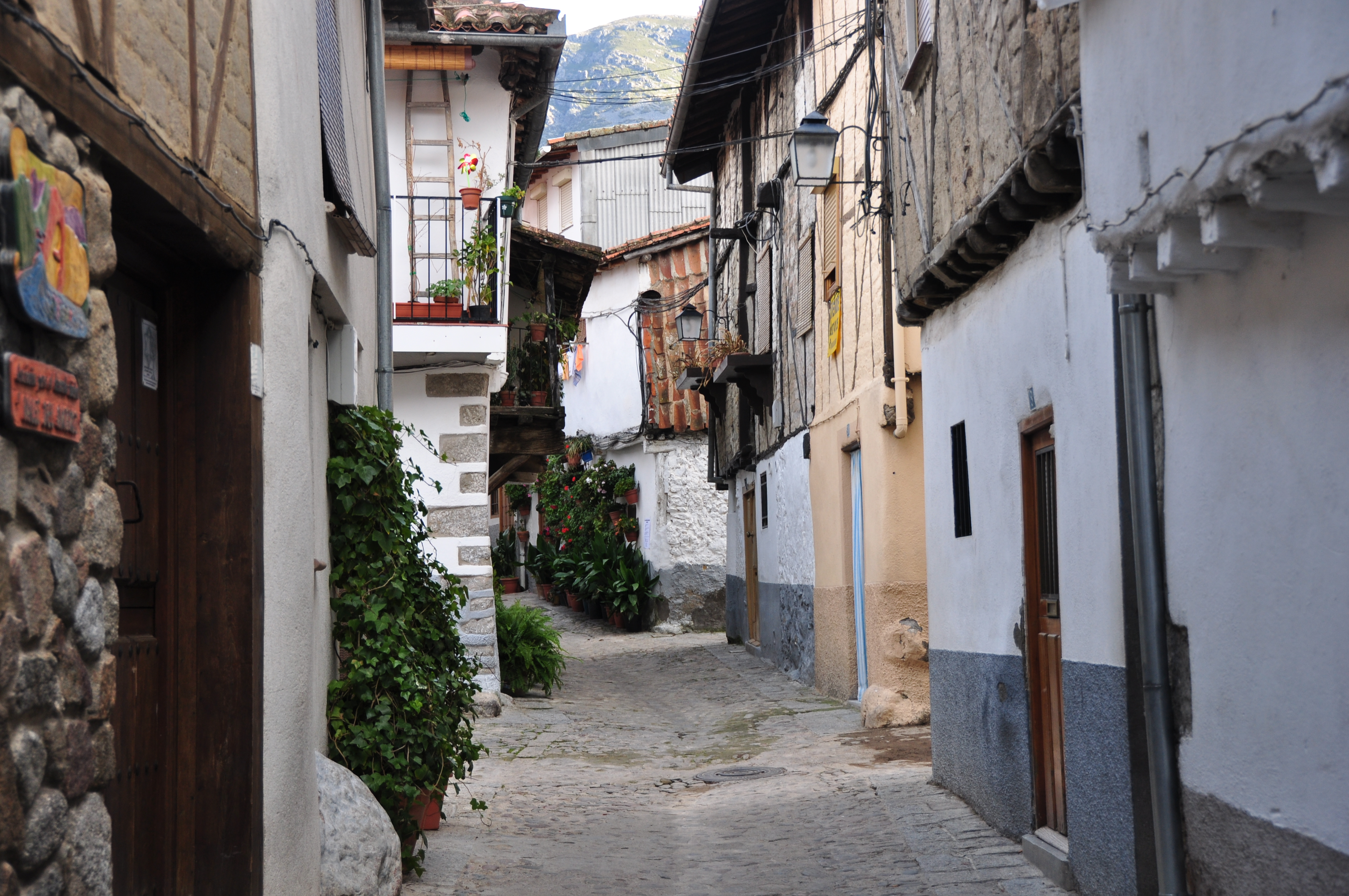
Calle de la Judería de Hervás

De importancia fue el castillo de la Orden del Temple en tiempos de la Reconquista por el rey Alfonso VIII de Castilla, época en la que Hervás era una aldea del alfoz de Béjar, pasando a depender del Señorío de Los Zúñiga en 1396. Hasta entonces, la villa había pertenecido a la Comunidad de Villa y Tierra de Béjar (perteneciente inicialmente al Reino de Castilla y posteriormente al Reino de León), hecho que motivó la pertenencia de Hervás a la provincia de Salamanca en la Edad Moderna.
Tras la elevación del Señorío de Béjar a Ducado en 1485 por concesión de los Reyes Católicos, Hervás fue una de las localidades bajo el dominio de los duques de Béjar, hasta que en 1816, por concesión de Fernando VII, fue declarada villa libre y cabeza de una jurisdicción que antes estuvo sujeta a Granadilla, "por tener todas las proporciones para ser uno de los pueblos más felices del reino", según consta en el Real Privilegio de Exención y Villazgo.
Posteriormente, con motivo de la reforma administrativa del 30 de noviembre de 1833, Hervás pasó a depender de la provincia de Cáceres y, con ello, quedó adscrito a la región de Extremadura.
A finales del siglo XIX, durante la Primera República, la ciudad se declaró cantón durante la Revolución Cantonal.
En 1893 se abrió parcialmente al tráfico la línea Plasencia-Astorga, lo que permitió la conexión de la zona con el resto de la red ferroviaria española. El trazado sería inaugurado en su totalidad en 1896 y durante muchos años formó parte del corredor ferroviario entre Gijón y Sevilla. El municipio contaba con una estación propia, que disponía de un edificio de pasajeros e instalaciones para mercancías. La estación sería cerrada al tráfico de pasajeros en 1985, mientras que la línea fue clausurada en 1996.
Su emplazamiento paisajístico es privilegiado y el atractivo del conjunto urbano es muy notable, tanto por sus edificios histórico-artísticos, como por textura y trazado urbano popular y tradicional. En febrero de 2019 la localidad cumple el 50 aniversario de su nombramiento como Conjunto Histórico Artístico.

## Demografía
Hervás cuenta con una población de 3921 habitantes (INE 2024).

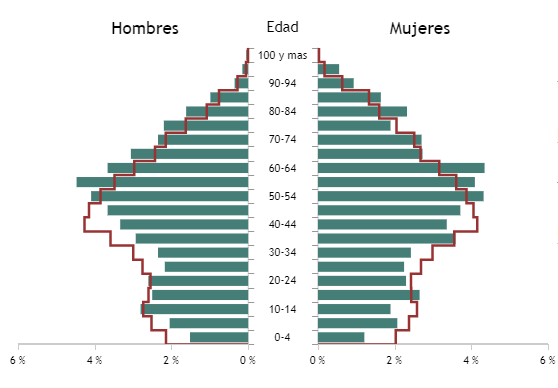
Pirámide de población de Hervás (padrón 2020).
Hombres: 1.936 - Mujeres: 2.021, en rojo la media nacional

| Gráfica de evolución demográfica de Hervás entre 1842 y 2021                                                        |
| |
| Población de derecho según los censos de población del INE Población de hecho según los censos de población del INE |

Pirámide de población
Población extranjera por nacionalidad
| País                | Total | Hombres | Mujeres |
| ------------------- | ----- | ------- | ------- |
| Total               | 110   | 41      | 69      |
| Europa              | 54    | 26      | 28      |
| __ Francia          | 8     | 4       | 4       |
| __ Rumania          | 27    | 12      | 15      |
| África              | 0     | 0       | 0       |
| América             | 45    | 9       | 36      |
| __ Ecuador          | 6     | 2       | 4       |
| Asia                | 11    | 6       | 5       |
| __ China            | 8     | 3       | 5       |
| Oceanía y Apátridas | 0     | 0       | 0       |

## Administración y política

### Gobierno municipal
En la siguiente tabla se muestran los votos en las elecciones municipales de Hervás, con el número de concejales entre paréntesis, desde las primeras elecciones municipales democráticas:
| Año  | Socialistas    | Populares          | Izquierda                        | Otros                     | Ref.   |
| ---- | -------------- | ------------------ | -------------------------------- | ------------------------- | ------ |
| 1979 | PSOE: 770 (4)  | No se presentaron  | PCE: 221 (1)                     | UCD: 950 (6)              | [ 16 ] |
| 1983 | PSOE: 1347 (7) | AP-PDP-UL: 689 (4) | No se presentaron                | No hubo más candidaturas  | [ 17 ] |
| 1987 | PSOE: 991 (6)  | AP: 521 (3)        | IU: 90 (0)                       | AIH: 406 (2) EU: 154 (0)  | [ 18 ] |
| 1991 | PSOE: 1697 (9) | PP: 543 (2)        | No se presentaron                | No hubo más candidaturas  | [ 19 ] |
| 1995 | PSOE: 1658 (8) | PP: 707 (3)        | IU-LV: 139 (0)                   | No hubo más candidaturas  | [ 20 ] |
| 1999 | PSOE: 1584 (7) | PP: 651 (3)        | IU-CE: 240 (1)                   | No hubo más candidaturas  | [ 21 ] |
| 2003 | PSOE: 1393 (7) | PP: 881 (4)        | IU-CE: 130 (0)                   | No hubo más candidaturas  | [ 22 ] |
| 2007 | PSOE: 1622 (8) | PP-EU: 788 (3)     | No se presentaron                | No hubo más candidaturas  | [ 23 ] |
| 2011 | PSOE: 1304 (7) | PP-EU: 917 (4)     | No se presentaron                | No hubo más candidaturas  | [ 24 ] |
| 2015 | PSOE: 856 (4)  | PP: 748 (3)        | QHQ: 780 (4)                     | No hubo más candidaturas  | [ 25 ] |
| 2019 | PSOE: 891 (5)  | PP: 792 (4)        | QHQ: 428 (2) Podemos IU: 157 (0) | VOX: 58 (0)               | [ 26 ] |
| 2023 | PSOE: 594 (3)  | PP: 986 (5)        | No se presentaron                | JUEX: 613 (3) VOX: 72 (0) |        |

| Periodo   | Nombre                  | Partido |
| --------- | ----------------------- | ------- |
| 1979-1983 | Vicente Castellano      | UCD     |
| 1983-1987 | Ventura Díaz Gil        | PSOE    |
| 1987-1991 | Juan Ramón Ferreira     | PSOE    |
| 1991-1995 | Juan Ramón Ferreira     | PSOE    |
| 1995-1999 | Juan Ramón Ferreira     | PSOE    |
| 1999-2003 | Juan Ramón Ferreira     | PSOE    |
| 2003-2007 | Enrique Ribes Pellicer  | PSOE    |
| 2007-2011 | Sergio Pérez Martín     | PSOE    |
| 2011-2015 | Sergio Pérez Martín     | PSOE    |
| 2015-2019 | Patricia Valle Corriols | PSOE    |
| 2019-2023 | Patricia Valle Corriols | PSOE    |
| 2023-act. | Gloria Vizcaíno Martín  | PP      |

### Asociaciones de municipios
Mancomunidad
Hervás es la capital de la Mancomunidad Valle del Ambroz, una mancomunidad compuesta por 8 municipios del norte de la provincia de Cáceres que tiene competencias sobre la promoción y el fomento de la cultura, el turismo y el desarrollo económico de la zona. La mancomunidad, inscrita en el Registro de Entidades Locales desde 1992, tiene su sede en la plaza González Fiori, junto a la casa consistorial de Hervás.
Hervás también forma parte de la Mancomunidad para la Gestión Urbanística de los Municipios del Norte de Cáceres, mancomunidad creada en 2015 para gestionar el urbanismo en diversos municipios dispersos del noroeste de la provincia de Cáceres.
Comarca
El territorio de la mancomunidad de la que es capital Hervás se corresponde geográficamente con la comarca natural del valle del Ambroz, a la cual pertenecen los 8 municipios pertenecientes a la mancomunidad citada y otros municipios adheridos a otras mancomunidades vecinas, como son La Granja, Zarza de Granadilla, Jarilla, Cabezabellosa y Villar de Plasencia. No hay un órgano administrativo de gestión comarcal aparte de la citada mancomunidad. No obstante, en Hervás tiene su sede una asociación sin ánimo de lucro compuesta por la mancomunidad y diversas asociaciones económicas, la Asociación para el Desarrollo Integral del Valle del Ambroz (DIVA), que tiene funciones de cooperación económica y desarrollo comarcal. Esta asociación tiene su sede en la calle Magdalena Leroux, junto a la plaza en la cual se encuentran el ayuntamiento y la mancomunidad.

### Justicia
Al crearse los partidos judiciales contemporáneos en 1834, el municipio de Hervás fue incluido en el partido judicial de Granadilla. En enero de 1872, la capital del partido fue trasladada a Hervás por ser una localidad de mayor tamaño, pero un real decreto de julio del mismo año restableció en Granadilla la sede del registro de la propiedad y otro del mes de agosto restituyó la capital del partido en Granadilla, debido a las quejas de algunos municipios de que Hervás estaba situada muy lejos. Al año siguiente, instaurada la Primera República Española, el presidente del gobierno Francesc Pi i Margall decretó el regreso definitivo de la capital del partido a Hervás, alegando que para la administración de justicia es más importante ubicar los juzgados en el lugar más importante y no en el más céntrico. En 1876, siendo ya rey Alfonso XII, se restableció en Hervás la sede del registro de la propiedad.
La capital del partido en Hervás duró hasta 1988, cuando la Ley de Planta Judicial incluyó a Hervás en el partido judicial n.º 4 de la provincia, con capital en Plasencia. En la actualidad, el juzgado de paz de Hervás forma parte del partido judicial de Plasencia y es capital de una secretaría de agrupación de juzgados de paz de la que forman parte catorce municipios: Abadía, Aldeanueva del Camino, Baños de Montemayor, Cabezabellosa, Casas del Monte, La Garganta, Gargantilla, La Granja, Hervás, Jarilla, Oliva de Plasencia, Segura de Toro, Villar de Plasencia y Zarza de Granadilla.

## Economía

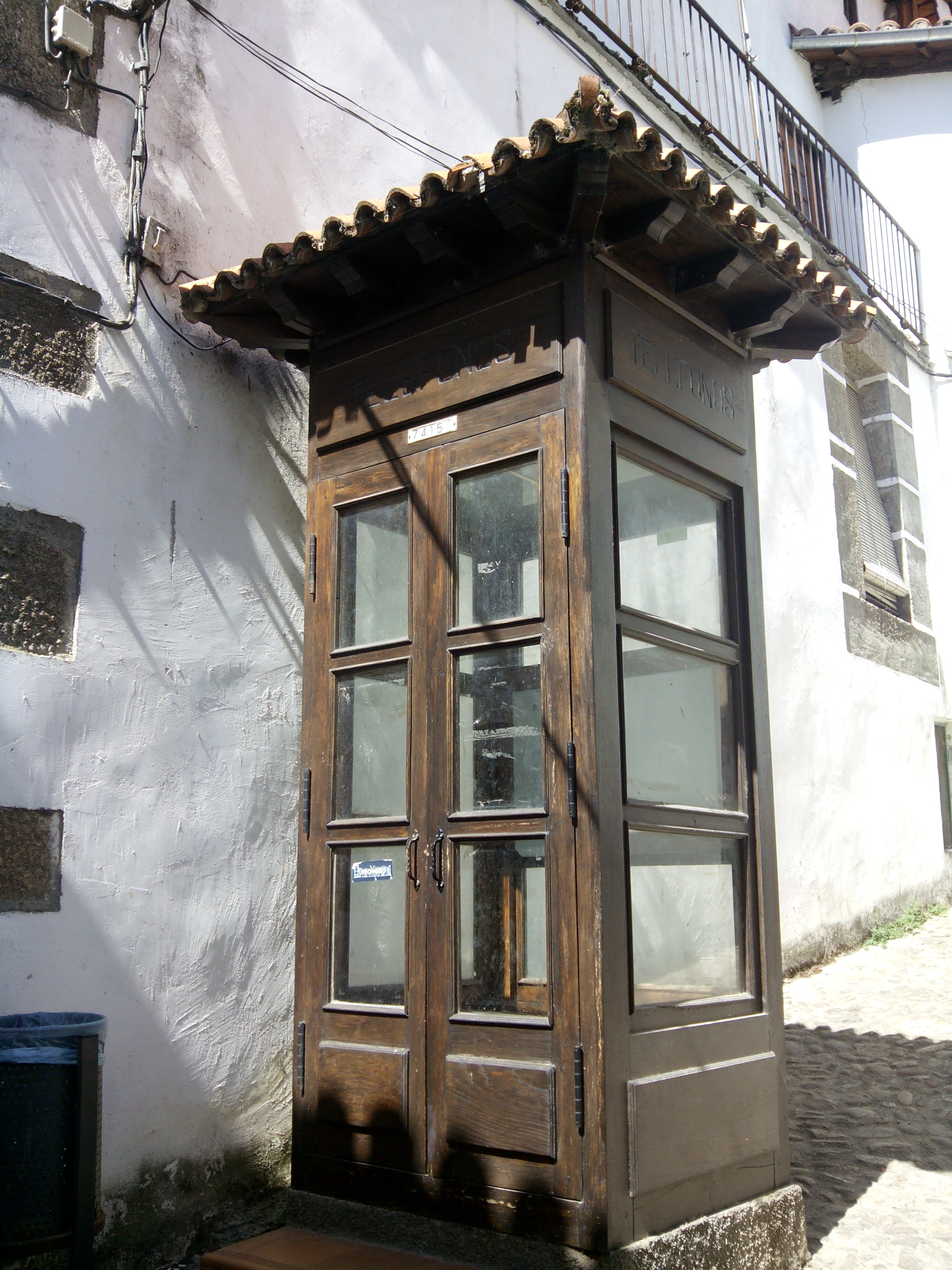
Cabina telefónica de madera

Hervás es un pueblo rico en producción maderera y frutícola, siendo actualmente un lugar de gran aceptación para el turismo veraniego. Sus principales árboles frutales son los cerezos; los cuales proporcionan una madera excelente para la fabricación de muebles, actividad económica típica en este pueblo.

### Industria
La principal industria de Hervás desde el siglo XVIII hasta el XIX fue la textil, llegando a contar con hasta cinco empresas textiles a principios del siglo XX. Posteriormente, la industria de la madera, basada en el castaño, fue la que le dio a esta población notoriedad a nivel supraregional. Esta industria, junto con la artesanía sigue, hoy en día, pujante y llena de fuerza. Actualmente, el turismo, con todos los servicios que acompañan a esta actividad, es el principal motor económico de Hervás.

## Servicios

### Educación
Hervás cuenta con un IES (Instituto de Educación Secundaria), el IES Valle del Ambroz. A dicho instituto asisten alumnos de los ocho municipios del valle del Ambroz. Para educación infantil y primaria, la localidad cuenta con el CP Santísimo Cristo de la Salud.

### Sanidad
Capital de zona de salud
Hervás es la capital de una zona de salud dentro del área de salud de Plasencia. Debido a ello, la villa cuenta con un centro de salud con punto de atención continuada en la calle El Prado. Pertenecen a la zona de salud de Hervás los municipios vecinos de Baños de Montemayor y La Garganta, que cuentan cada uno con su propio consultorio local.
Centros públicos y privados
En 2013 Hervás contaba, en cuanto a sanidad pública, con el citado centro de salud. En sanidad privada, ese año había en la villa una consulta médica, tres consultas de otros profesionales sanitarios, tres clínicas dentales, un servicio sanitario integrado en una organización no sanitaria y una óptica.
Sistema farmacéutico
En el municipio hay dos farmacias, cuyos turnos de guardia se planifican coordinadamente con el resto de farmacias de las zonas de salud de Aldeanueva del Camino y Hervás.

### Transporte
Carreteras

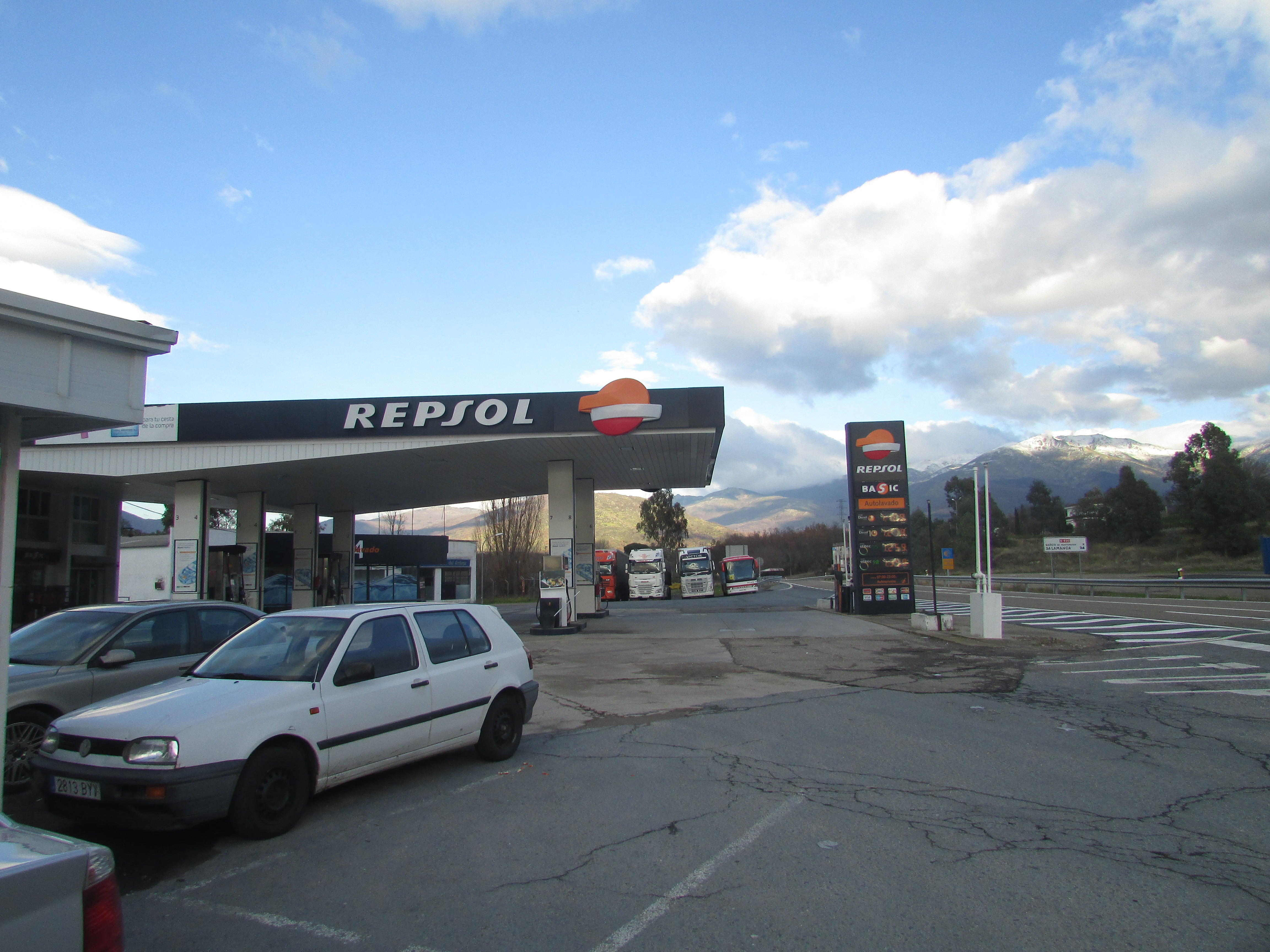
Gasolinera en el cruce de las carreteras N-630 y EX-205

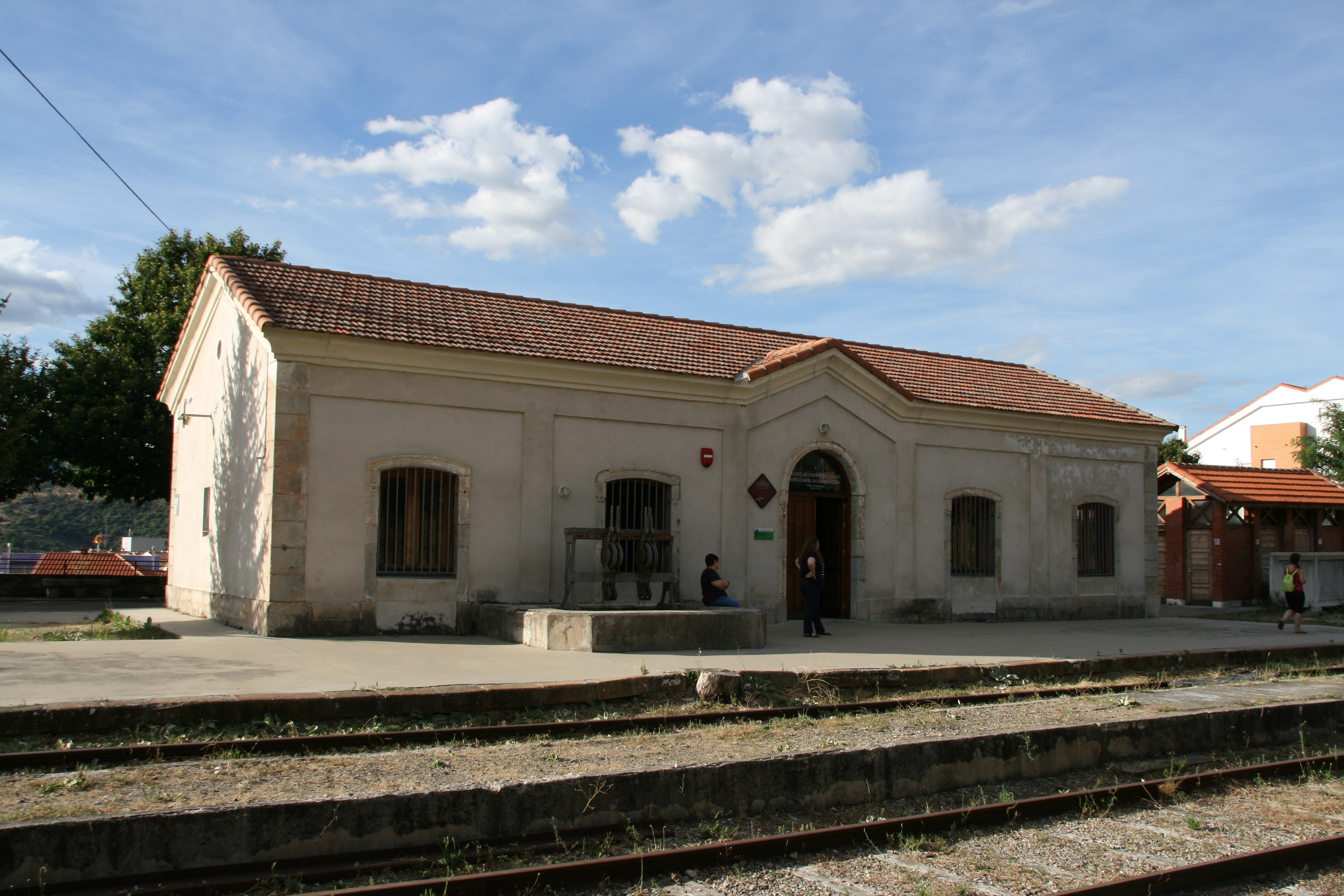
Antigua estación de ferrocarril de Hervás, actualmente Centro de Interpretación del Ferrocarril en Extremadura

El transporte en Hervás está marcado históricamente por la antigua calzada romana conocida como Vía de la Plata, que unía Astorga con Mérida pasando por el valle del Ambroz. Debido a ello, Hervás se ubica unos tres kilómetros al este de la autovía Ruta de la Plata o A-66, en la cual la salida hervasense es la 436, así como de su vía de servicio N-630. Desde la salida A-66 se puede ir hacia el sur directamente a la capital de partido Plasencia, la capital provincial Cáceres y la capital autonómica Mérida, siguiendo la autovía hasta el oeste de Andalucía; al norte se puede ir a Béjar, Salamanca y Asturias. Hervás se ubica a 113 km de Cáceres y 98 km de Salamanca.
Por motivos históricos, la carretera secundaria N-630 marca el límite occidental del término de Hervás, pues en la Edad Media la Vía de la Plata delimitaba en esta zona los reinos de León y Castilla. La A-66 discurre paralela a la N-630, pero en el término de Baños de Montemayor. El acceso a ambas carretera se hace por el suroeste de la villa, en la carretera autonómica EX-205. Esta carretera, cuyo trazado discurre paralelo a la N-630 junto a Aldeanueva del Camino, une Hervás con Portugal pasando por Zarza de Granadilla, Villanueva de la Sierra y Villasbuenas de Gata. Al noroeste de Hervás sale la carretera provincial CC-82, que lleva a Baños de Montemayor a través de la N-630.
Existen caminos rurales, asfaltados pero con las dificultades propias de un camino de montaña, que unen directamente Hervás con las vecinas localidades de La Garganta, Gargantilla y Cabezuela del Valle. El de Cabezuela es conocido oficialmente como carretera provincial CC-102 y más comúnmente como puerto de Honduras y es famoso por las espectaculares vistas que ofrece de las sierras de la zona.
Ferrovías
La villa conserva una estación abandonada del tramo Plasencia-Astorga del Ferrocarril Vía de la Plata, una antigua línea que discurría paralela a la N-630 hasta finales del siglo XX. La estación, abierta en 1893, se ubicaba entre las de Aldeanueva y Baños y por allí pasaron por última vez trenes el 31 de diciembre de 1984, día en el cual los trenes fueron bloqueados en la estación por manifestantes que protestaron contra el cierre de la línea. Actualmente, la antigua estación alberga el Centro de Interpretación del Ferrocarril en Extremadura, que pertenece a la red de Museos de Identidad de Extremadura.
Autobús interurbano
La estación de autobuses de la villa se encuentra en la avenida de España. Operan aquí las empresas ALSA, CEVESA y Los Tres Pilares, cuyas líneas centran su recorrido en la autovía de la Plata.

## Patrimonio

### Barrio judío

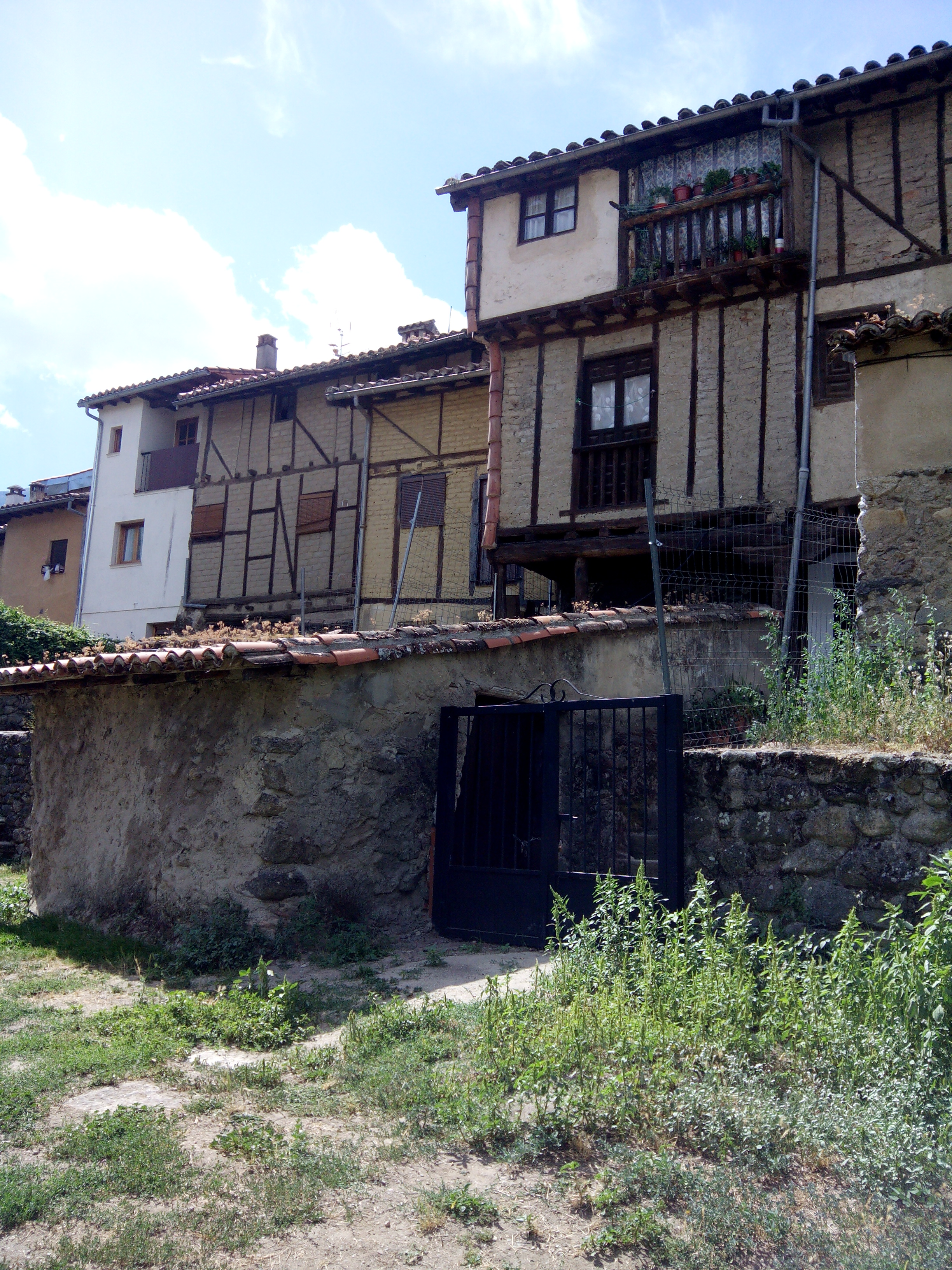
Arquitectura tradicional

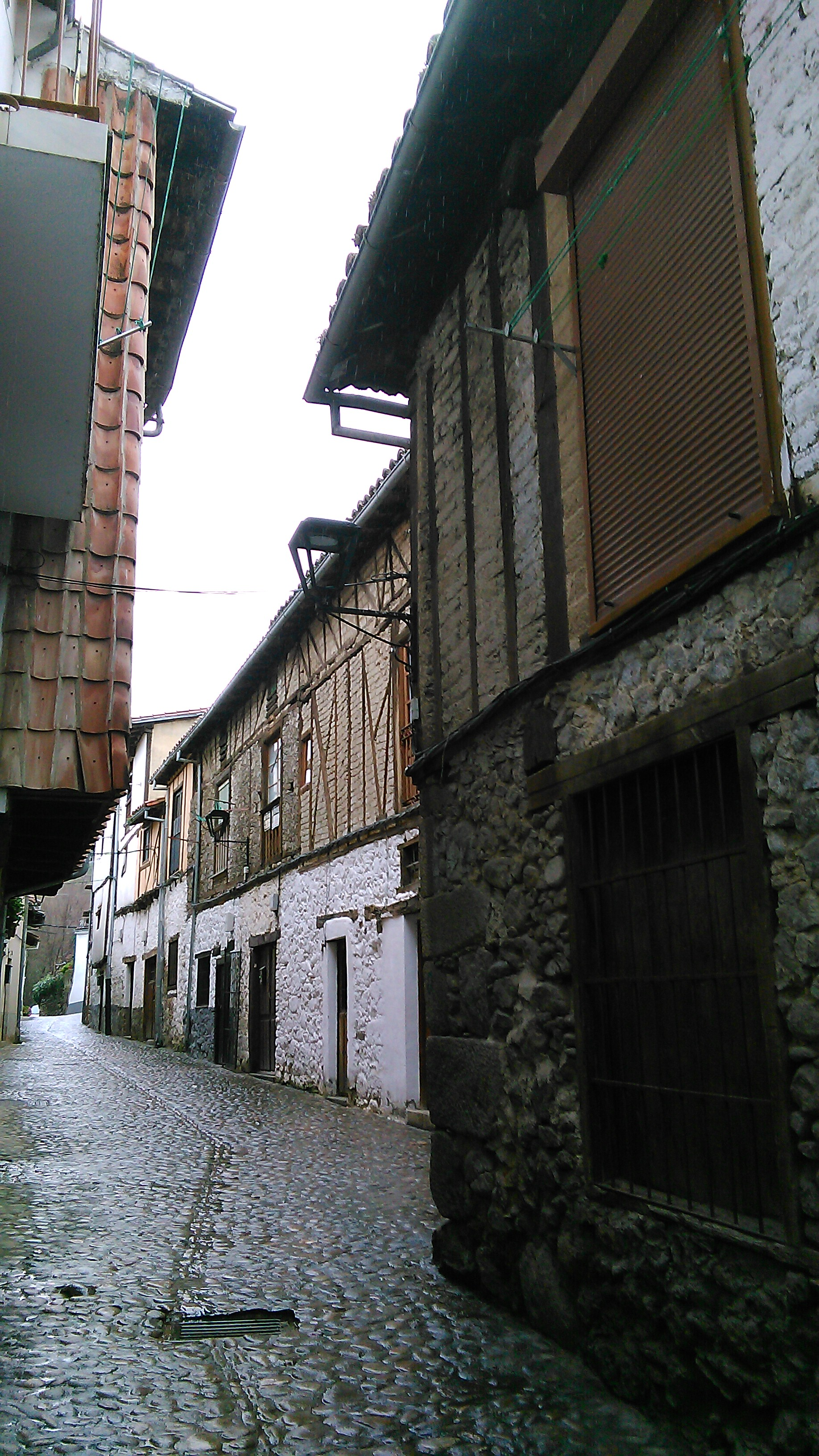
Arquitectura popular

A partir del siglo XV, diversas familias de origen judío se instalan en Hervás. Fruto de su permanencia en esta población, se crea el hoy conocido como Barrio Judío, conjunto de edificaciones de la época, conservadas, en algunos casos, tal y como fueron originalmente, las cuales se pueden encontrar en la zona baja de la villa, las más cercana al río Ambroz. Es esta zona la que más fama ha otorgado a esta población.
Declarada conjunto histórico-artístico, pasear por sus calles es sumergirse en una época pasada aunque viva y real. Su estrechas callejuelas, con fuertes cuestas y algún pasadizo dan lugar a grandes e irregulares manzanas, formadas por casas de adobe y madera revocadas de teja. Así todos los rincones resultan únicos y el conjunto, irrepetible. Estamos ante una de las juderías mejor conservadas de España. Está incluida en la Red de Juderías de España.

### Patrimonio religioso

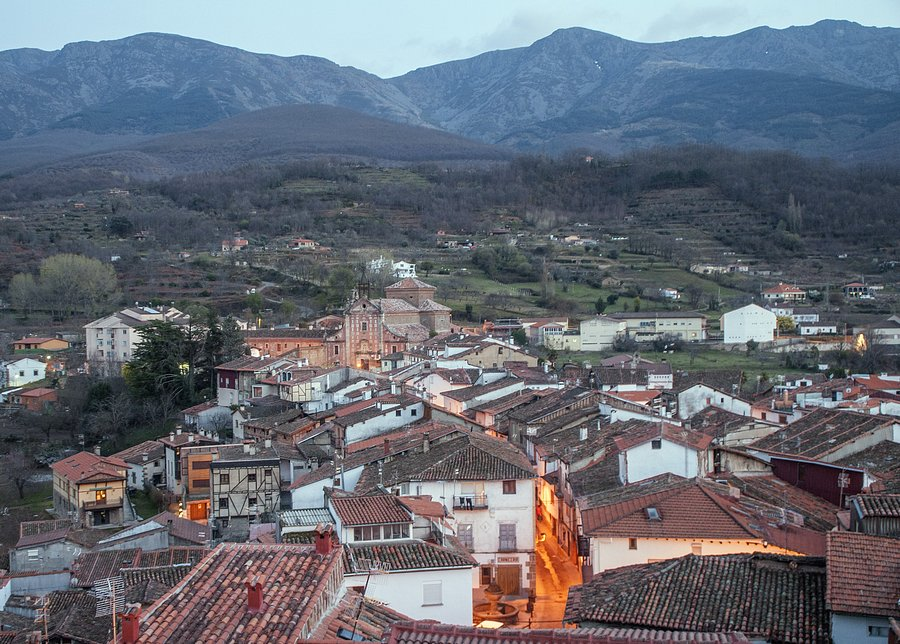
Iglesia de San Juan Bautista

Destacan en su conjunto dos edificios singulares: la iglesia parroquial de Santa María y la de San Juan Bautista, hoy parroquia, antes convento de los Trinitarios.
Convento de los Trinitarios
La iglesia de San Juan Bautista, al sureste de la Villa, pertenece al antiguo convento de los Padres Trinitarios que fundaron Juan López Hontineros y María López Burgalés, en 1664. La fachada guarda una amplia similitud con la portada de la iglesia de San Nicolás en Valladolid, antigua de los Padres Trinitarios Descalzos.
Hay que señalar especialmente los retablos, mayor y laterales, del crucero. Son barrocos del siglo XVIII, de excelente dorado y calidad general.

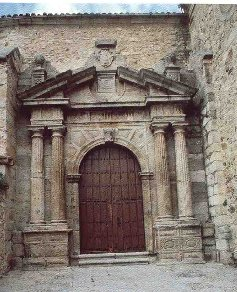
Portada de la iglesia de Santa María

La iglesia de Santa María
La iglesia de Santa María, o Santa María de la Asunción de Aguas Vivas, está situada en el punto más alto de la villa, que ocupara por privilegio estratégico el antiguo castillo o fortaleza antes citado, como lo demuestran restos de muralla que en parte rodean la iglesia y la zona más antigua de la torre.
Sobresale por su interés artístico la portada principal, al sur, de cantería y de traza clasicista de la primera década del siglo XVII, con muchos elementos manieristas.

### Edificios civiles
Palacio de los Dávila
Otro edificio interesante es el palacio de los Dávila de estilo barroco dieciochesco, que en la actualidad alberga el museo del escultor Enrique Pérez Comendador.
En sus salas el visitante encontrará buena parte su producción escultórica y la pintura de su mujer, la pintora francesa Madeleine Leroux Morel (1902-1984).
El edificio debe su nombre a la familia a quien perteneció hasta su transformación en museo ya que fue residencia de Doña María Dávila García-Cañas hasta 1959.
Ayuntamiento
La sede del actual ayuntamiento, ocupa la antigua enfermería del monasterio franciscano de la Bien Parada; es una construcción del siglo XVII avanzado o del XVIII. La portada exterior y las interiores del zaguán son adinteladas, de cantería, con distintas soluciones ornamentales. Es interesante el patio interior, cuadrado, de pequeñas dimensiones pero muy armonioso, con ocho columnas ventrudas toscanas, de piedra, sobre altos plintos prismáticos.
Museo de la Moto y el Coche clásico

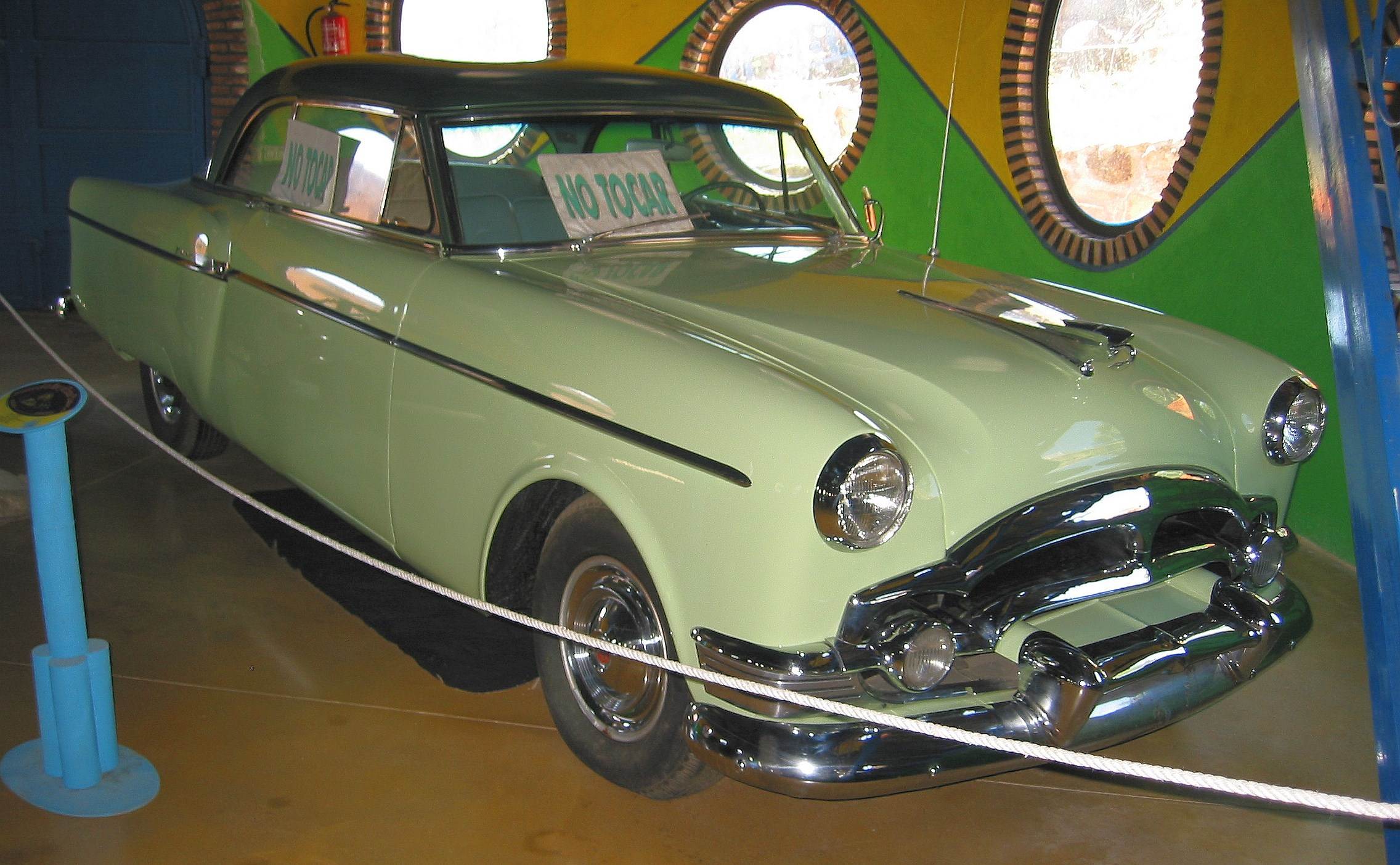
Modelo exhibido en el Museo de la Moto y el Coche Clásico

El primer museo en toda Europa de estas características, es de admirar su arquitectura única, así como su emplazamiento, y su extensa colección privada de coches y motos clásicas.

### Patrimonio natural
Pedregoso

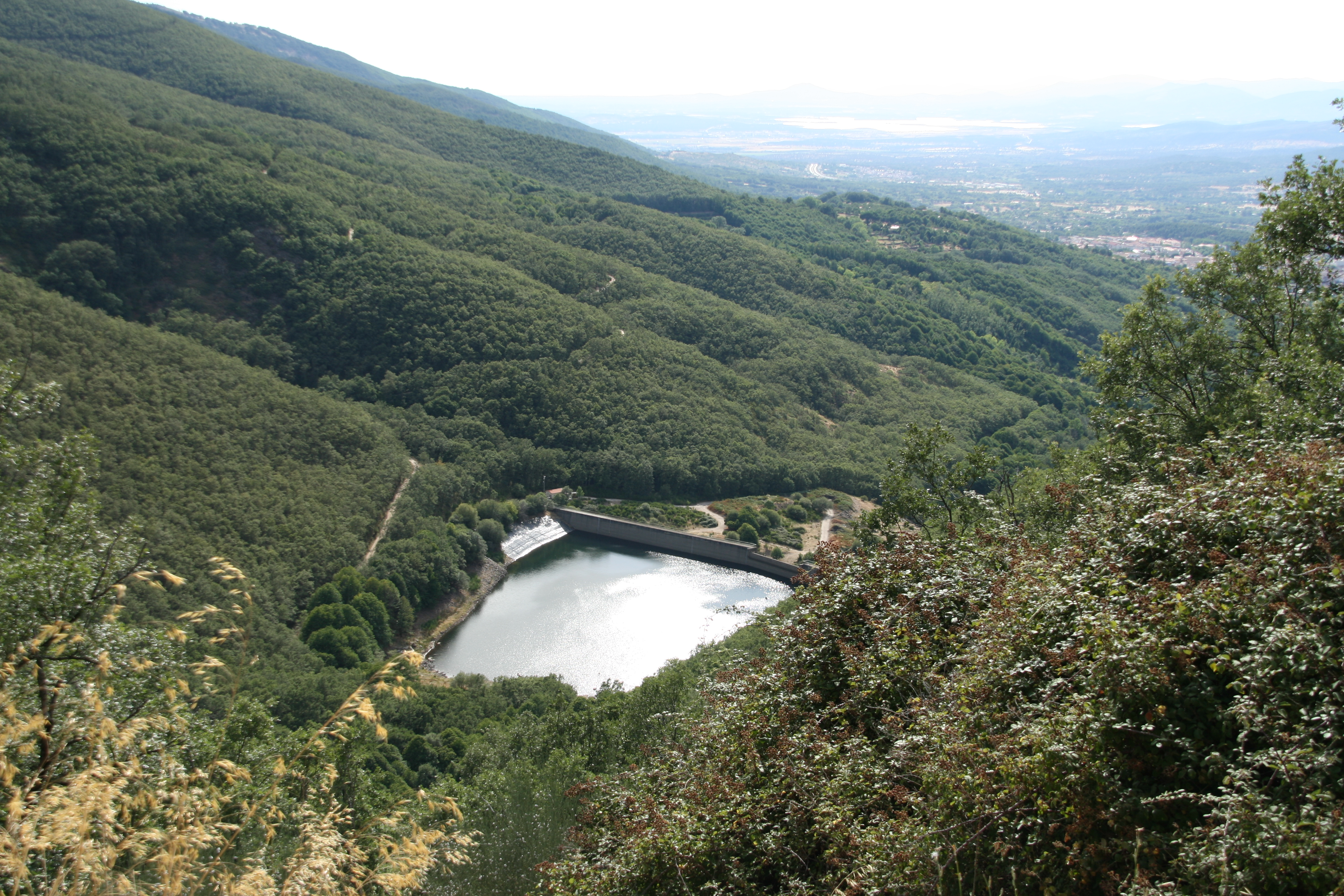
Embalse de Hervás visto desde la ruta a La Chorrera

El puente de Pedregoso o Pedrogoso, es un precioso rincón muy recomendable para visitar de camino a la ermita del Cristo de Salud, en el bosque de castaños de San Andrés.
La Chorrera
Una de los lugares emblemáticos es este salto de agua, a hora y media de camino atravesando un frondoso bosque de castaño y roble en dirección al pico Pinajarro.
Castañar gallego de Hervás
Bosque de castaños declarado como paisaje protegido. Hay tres rutas de senderismo para recorrerlo que parten desde el pueblo. 
La Tejea
En la carretera dirección a La Garganta existe esta charca de río, dónde poder bañarse.

## Cultura

### Eventos culturales
Los Conversos
Desde 1997, todos los años durante un fin de semana del mes de julio, tienen lugar en Hervás las jornadas denominadas "Conversos: hervás en busca de raíces". En el Barrio Judío se produce una recreación histórica que rememora, un día de mercado, con la mutua tolerancia entre judíos y cristianos de Hervás anterior al edicto de expulsión de los judíos, ordenado por los Reyes Católicos en 1492.
Además durante esos días, un grupo de actores aficionados hervasenses representa la obra de teatro Los conversos de Solly Wolodarsky, que trata el drama que supuso la expulsión de los judíos de Extremadura (obra que, hace bien poco, ha recibido un premio a nivel europeo).
A partir del año 2000 se representó una nueva versión llamada La conversa de Hervás y desde 2008 La estrella de Hervás, una obra escrita por Miguel Murillo que se realiza a la ribera del Río Ambroz.
En 2013, y para su XVII edición, se representó La calumnia, también de Miguel Murillo, que está basada en un hecho documentado en el Archivo General de Simancas sobre un robo de la hostia consagrada, por parte de nuevos cristianos de Aldeanueva del Camino.
En 2016, y para su XX edición, se estrenó Alma negra, tragicomedia escrita por Miguel Gómez Andrea.
En 2024, en su 27ª edición, se presenta la obra teatral Pacto entre Damas, escrita y dirigjida por Miguel Gómez Andrea.
Feria de Hervás
Del 14 al 17 de agosto. Actividades lúdicas, como charangas y pasacalles de gigantes y cabezudos, verbenas populares en la plaza de la Corredera, así como actividades deportivas y taurinas amenizan estos días. Antiguamente, tenía lugar en la población una prestigiosa feria de ganados, que desapareció con el desarrollo de las comunicaciones.

### Festividades
San Antón

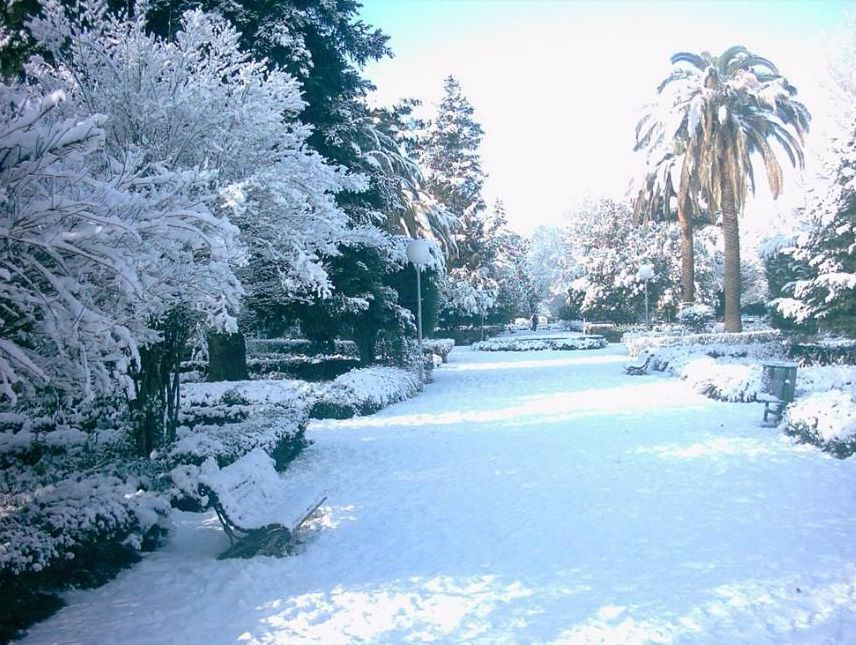
Nevada en Hervás

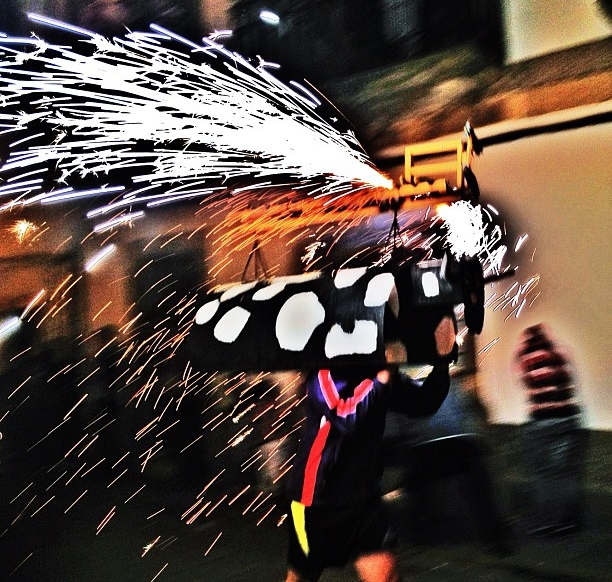
Vaca de fuego

La primera fiesta del año es el día de San Antón, el 17 de enero. Se celebra en la ermita del santo, donde se acude para bendecir a los animales después de la misa. Tras eso, es tradición comer el bollo de San Antón, compuesto por un pan redondo que contiene una tortilla de chorizo.
Semana Santa
Ya pasado el clásico carnaval, continúa, al igual que en toda España las celebraciones religiosas con desfiles procesionales. El lunes y martes de Pascua, los hervasenses comen el tradicional hornazo y dulces.
Fiestas patronales del Cristo de la Salud
Del 14 al 17 de septiembre, las fiestas del Cristo o las fiestas de septiembre. Son las fiestas más queridas por los hervasenses y son en honor del Santísimo Cristo de la Salud, patrón del pueblo. Previamente, se celebran con una novena desde el día 5 hasta el 13 en honor al cristo. Las festividades se realizan en la ermita que se encuentra a las afueras del pueblo, junto a la plaza de toros, en medio del castañar. Tras la misa, se toman peces y bacalao en los chozos de escoba que hay por los alrededores, antes de continuar de vinos por el pueblo.
Vaca o Toro de fuego
Tanto en las ferias de agosto, como en las fiestas patronales de septiembre, se realiza en la plaza de la Corredera una verbena popular, en cuyo descanso aparece en escena el famoso toro de fuego. Una vaca de latón que corre alrededor de la plaza mientras, el juego pirotécnico de bengalas y cohetes que porta, hace el deleite de visitantes y lugareños.

### Gastronomía

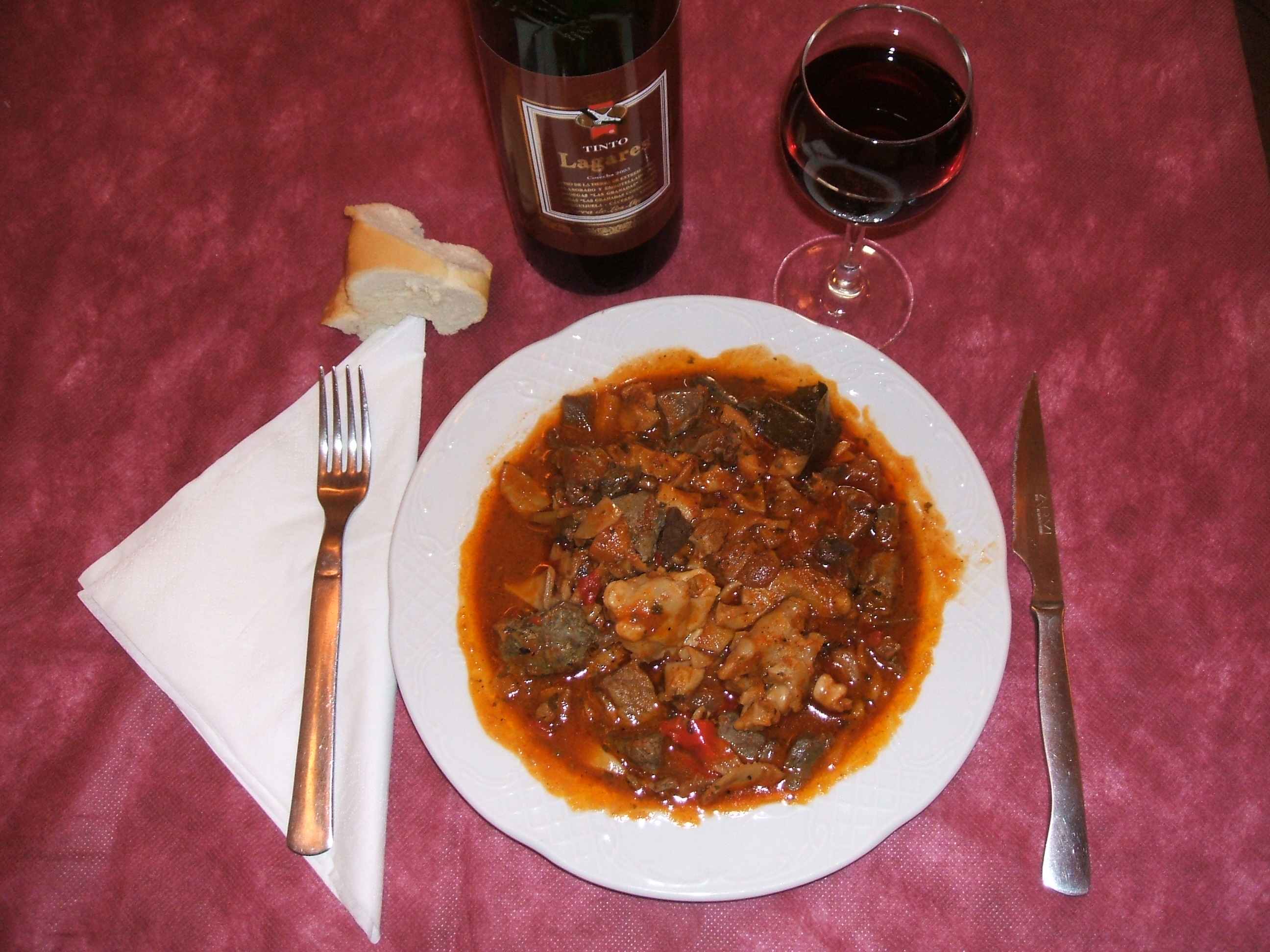
Plato de chanfaina

La gastronomía hervasese es rica y variada, con notables influencias de las culturas de las cuales es heredera, como la árabe y la sefardí, además de influencias de la vida pastoril y ganadera, sobre todo en la gastronomía más casera.
Algunos platos tienen ingredientes con denominación de origen de Extremadura, como el cerdo ibérico, la ternera, el cordero, el aceite, el pimentón, el vino, los quesos y tortas, la cereza y la miel.
Entre los muchos platos típicos de la gastronomía hervasense se encuentran la chanfaina, las migas extremeñas, las patatas en escabeche (escabechás), la caldereta extremeña todos los productos de la matanza y los dulces conventuales artesanales (entre ellos las floretas, los pestiños, las perrunillas o los mantecados y el hornazo)

### Medios de comunicación
Prensa escrita
En Hervás tiene su sede un periódico comarcal de tirada mensual, La Aldaba.
Radio
Desde la villa emiten las siguientes emisoras de radio:
- Kiss FM: 104.1 FM;
- Radio Hervás: 107.4 FM.

Televisión
Hervás cuenta con sus propios repetidores de televisión, pero no tiene canales de TDT local propios.

### Deporte
El municipio cuenta con un equipo de fútbol que, desde la temporada 2010/11 juega en la Primera Regional de Extremadura, el Club Polideportivo Hervás.

## Hijos adoptivos
Estos son personajes ilustres y considerados como hijos adoptivos del municipio:
- Tomás González Sánchez (1825-1879), jurisconsulto;
- Joaquín González Fiori (1845-1899), abogado y periodista;
- Braulio Navas Villalobos, militar;
- Asensio Neila, niñero;
- Alejandro Piñuela Brau, empresario;
- Alfonso XIII (1886-1941) y Victoria Eugenia (1887-1969), alcalde y alcaldesa honorarios;
- Faustino Castellano Rubio (1834), maestro;
- Francisco Sanz López, ingeniero de montes;
- Enrique Pérez Comendador (1900-1981), escultor;
- Reina Doña Violante (1236-1300);
- Matías Pérez Marcos (?-1959), practicante;
- Juan de la Plaza (siglo XVI), conquistador;
- Magdalena Leroux Morel (1902-1985), pintora;
- Benito Herrero Castellano (1900-1988), sacerdote;
- Emilio González de Hervás (1909-1987), poeta;
- Agustín Arrojo Muñoz (1910-1984), coleccionista;
- Jesús Sánchez Rodríguez (Jarri) (1938-2003), organizador de eventos deportivos;
- Doña María Pérez Marcos (1893-1982), comadrona;
- Víctor Chamorro Calzón (1939-2022), escritor;
- Francisco Blanco Lorenzo, traumatólogo y cirujano;